# Drachen-Töpferofen
Ein Drachen-Töpferofen, auch Kletterofen genannt, (chinesisch 龍窯; Pinyin lóng yáo; Wade-Giles lung-yao) ist eine traditionelle chinesische Form des Töpferofens für chinesisches Porzellan, vor allem in Südchina. Es ist ein langer, schmaler Töpferofen, der stets an einem steilen Hang mit typischerweise zwischen 10° und 16° Steigung gebaut wird. Mit dem Töpferofen können sehr hohe Temperaturen erreicht werden, zeitweise bis zu 1.400 °C, die für hoch gebrannte Keramik erforderlich sind, einschließlich Steinzeug und Porzellan. Dies stellte lange Zeit eine Herausforderung für die europäischen Töpfer da. Einige Drachen-Töpferöfen waren sehr groß und hatten eine Länge von über 60 m. Dadurch konnte man über 25.000 Stücke zur selben Zeit brennen. Bis Anfang des 12. Jahrhunderts konnten sie über 135 m lang sein. Mit diesen Töpferöfen konnte man über 100.000 Stücke brennen.

## Geschichte

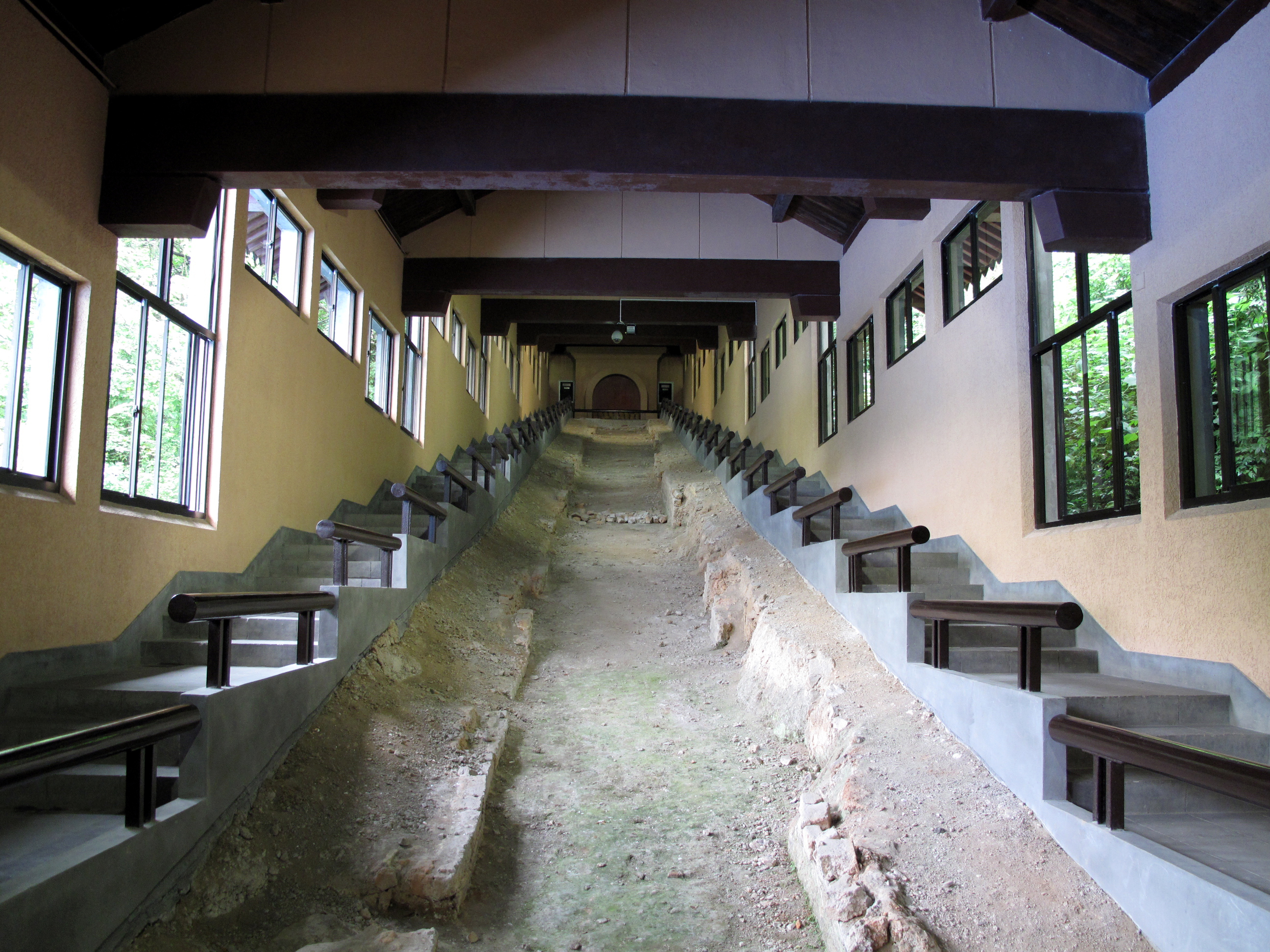
Ausgegrabener Boden des 40 m langen Drachen-Töpferofens Tiger Cave Kiln

Nach den jüngsten Ausgrabungen im Stadtbezirk Shangyu im Nordosten der Provinz Zhejiang und an anderen Orten können die Ursprünge des Drachen-Töpferofens bis zur Shang-Dynastie (etwa 1600 bis 1046 vor Christus) zurückverfolgt werden und fallen mit der Einführung des Steinzeugs zusammen, wo für das Brennen 1.200 °C und mehr gebraucht wurden. Diese Töpferöfen waren mit einer Länge von 5 bis 12 m viel kleiner als spätere Exemplare, und die Neigung war geringer.
Der Drachen-Töpferofen wurde während der Zeit der Streitenden Reiche (von 475 bis 221 vor Christus) und der Wu-Dynastie (von 200 bis 280 nach Christus) weiterentwickelt. Es gab über 60 Töpferöfen in der Provinz Shangyu. Das entwickelte Hauptdesign wurde dann in Südchina bis zur Ming-Dynastie verwendet. Die Töpfergebiete in Südchina sind meist hügelig, während diejenigen auf den Ebenen von Nordchina typischerweise keine geeigneten Hänge aufweisen. Daher dominiert dort der Mantou-Töpferofen.
Der Nanfeng-Brennofen in der Provinz Guangdong ist mehrere Jahrhunderte alt und funktioniert immer noch. Die Shiwan- und Baukeramik wurde dort produziert. Heute dient der Nanfeng-Brennofen als touristische Attraktion.

## Aufbau

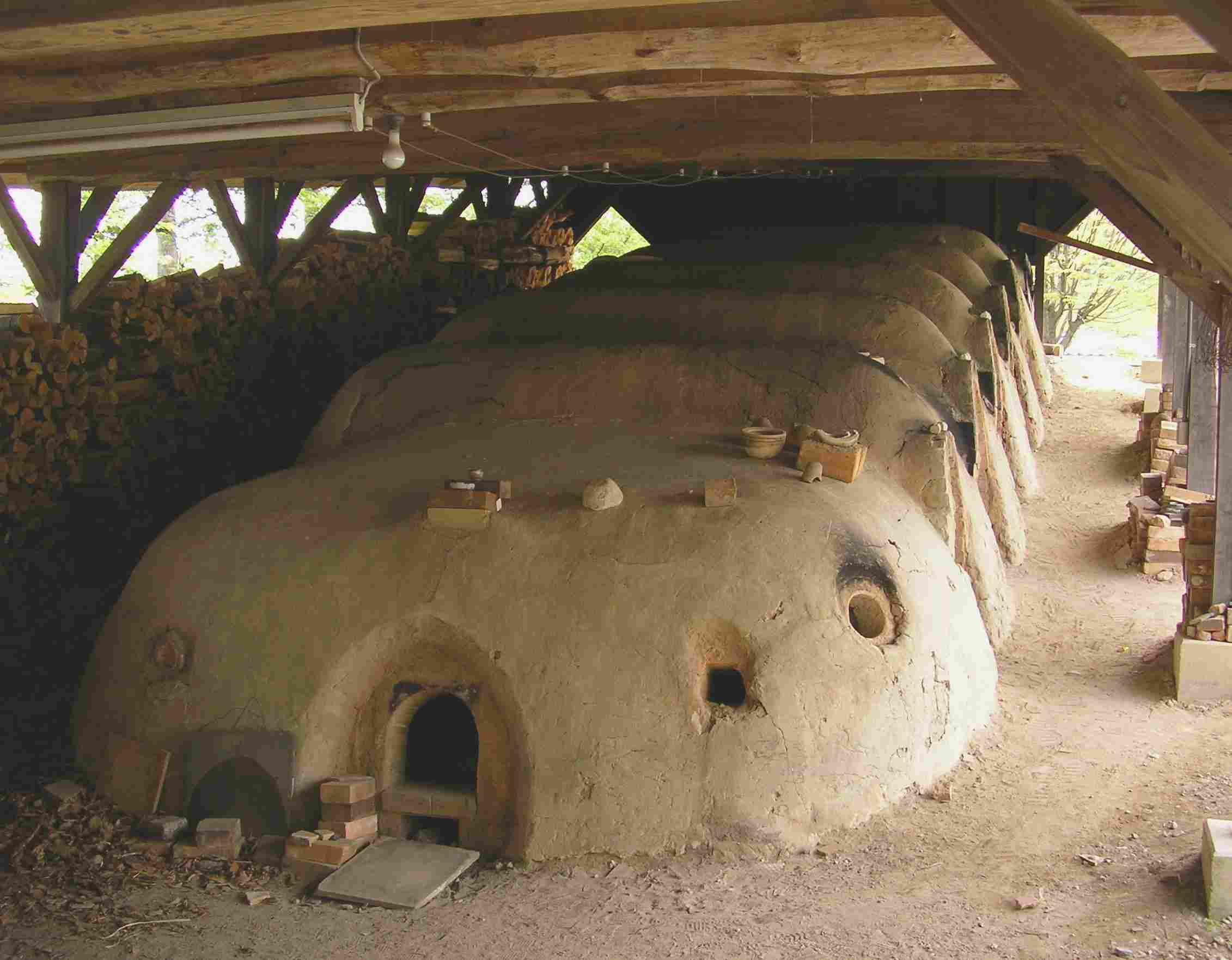
Japanischer Kletterofen

Die Töpferöfen wurden normalerweise aus Ziegeln gebaut und sind eine Art von Brennofen mit durchziehender Flamme, wo die Flammen sich mehr oder weniger horizontal fortbewegen, statt vom Boden hinauf oder bis zum Boden hinunter. Die Brennzeit konnte relativ kurz sein, d. h. etwa 24 Stunden bei einem kleinen Töpferofen. Frühere Töpferöfen waren aufsteigende Tunnel, die nicht in Kammern unterteilt waren. Allerdings wiesen diese Töpferöfen ein Treppen-Intervall mit einem relativ flachen Bodenniveau auf. Zum Teil wurde Kies oder ähnliches Material auf dem Boden verteilt, um die Ware vertikal stapeln zu können. Von der Song-Dynastie (von 1127 bis 1279 nach Christus) an wurden einige Töpferöfen als eine Reihe von Kammern gebaut, die stufenweise den Hang hinauf gingen. Diese hatten Verbindungstüren, um den Töpferarbeitern den Zugang beim Be- und Entladen zu ermöglichen, aber auch zum Heizen während des Brennvorgangs. Es konnten bis zu 12 Kammern sein. Die Töpferöfen mit Kammern wurden normalerweise für die Produktion von Longquan-Seladon-Keramik benutzt.
Die Hauptfeuerkammer lag stetes an der Unterseite. Eventuell gab es entlang des Hangs auch zusätzliche Heizlöcher in Intervallen, um zusätzliches Brennmaterial hinzugeben zu können, und Schaulöcher, um eine Sicht auf den Innenraum zu ermöglichen. Am oberen Ende war meistens ein Schornstein, aber da ein Töpferofen den Hang hinauf gebaut wurde, musste dieser nicht groß sein und konnte ganz weggelassen werden. Die Größe und die Form der Töpferöfen und -kammern waren sehr unterschiedlich. Der Brand begann an der Unterseite und zog den Hang hinauf. Als Brennmaterial wurde meist Holz oder seltener Kohle verwendet, was die Atmosphäre des Brennvorgangs beeinflusste. Durch Holz liegt eine reduzierte Atmosphäre vor, aber durch Kohle eine oxidierende. Für das Brennen der gleichen Masse an Töpferware war stets die gleiche Masse an Holz erforderlich. Üblicherweise wurden Saggars – Brennhilfsmittel – verwendet, zumindest in den späteren Perioden. Diese ermöglichten eine Neuerung von der Ding-Keramik aus dem Norden während der Song-Dynastie.
Die Töpferöfen ermöglichten es, eine große Menge von Töpferwaren bei hohen Temperaturen zu brennen, aber der Brennvorgang war gewöhnlich nicht über die ganze Länge des Töperofens konstant, was zu unterschiedlicher Qualität und zu Effekten bei der gebrannten Töpferware führte. Sehr oft lieferten die Töpferöfen mit hohen Kammern bessere gebrannte Töpferware, da sie sich langsamer erhitzten. Als ein Beispiel dafür wird die große Bandbreite an Farben bei der chinesischen Seladon-Keramik angesehen, wie der Yue- und der Longquan-Seladon-Keramik, was mit den Schwankungen der Brennbedingungen zu erklären ist. Die Variationen in den Schattierungen von weißem Porzellan zwischen und innerhalb der nördlichen Ding-Keramik und der südlichen Qingbai-Keramik waren auch das Ergebnis des eingesetzte Brennmaterials. Einige der modernsten Kammeröfen wurden gebaut, um das Dehua-Porzellan zu brennen, wobei die genaue Kontrolle der hohen Temperaturen wesentlich war.
Die Drachen-Töpferofen-Form wurden zwischen 100 und 300 nach Christus in Korea nachgeahmt und viel später im japanischen Reich in verschiedenen Typen von Anagamaöfen und an anderen Orten in Ostasien. Die riesigen Produktionsmengen an asiatischer Töpferware waren nicht einzigartig. Die großen Töpferöfen im antiken Römischen Reich, die eine völlig andere Form aufwiesen, konnten bis zu 40.000 Stücke zur selben Zeit brennen.